# 平石洋介
平石 洋介（ひらいし ようすけ、1980年4月23日 - ）は、大分県杵築市出身の元プロ野球選手（外野手・内野手、左投左打）、プロ野球コーチ、野球解説者、野球評論家。
東北楽天ゴールデンイーグルスでプレーし、コーチを務めた後、球団史上初の生え抜き監督を2019年シーズンに務めた。その後福岡ソフトバンクホークスの一軍打撃コーチ,
埼玉西武ライオンズのヘッド兼打撃戦略コーチを務めた。

## 経歴

### プロ入り前
大分では小学生時代に知人から、ボーイズリーグの「八尾フレンド」を紹介され、中学入学と同時に祖父母と大阪府へ移り住む。途中からは平石のために進学で上阪した姉と暮らしていた。ここでは同い年の上重聡とチームメイトになった。ボーイズリーグでは、関西選抜の主将として、世界大会での優勝を経験している。
中学校からの卒業後に、上重と揃ってPL学園高校に進学。1年時の夏から左肩の具合が悪く、一時はキャッチボールさえままならなかったという。2年時に左肩の手術を受けると、3年時には主将として春夏とも甲子園球場での全国大会に出場。第70回選抜高等学校野球大会では、準決勝で横浜高校に敗れる。記念大会扱いで南大阪代表として出場した第80回全国高等学校野球選手権大会の準々決勝で横浜高校と再戦。試合の途中で代打から右翼の守備に入ると、4-4で延長戦に入った瞬間に、「次の守備もあるぞ」と他のナインを激励した。1点ビハインドで迎えた11回裏二死二塁の局面では、二塁まで進んだ直後に「靴紐を結び直す」という名目でタイムを取ることによって、打席に入ったばかりの大西宏明が平静を保つための間を与えた。チームは延長17回の末に7-9で敗れた。かながわ・ゆめ国体に出場した。
高校からの卒業後に同志社大学へ進学したが、高校時代から痛めていた左肩を完治させるべく、1年時の秋にはリハビリを目的に入院生活を送った。4年時には、高校時代に横浜高校の4番打者として対戦していた同学年の後藤武敏（当時は法政大学に在学）と共に、第1回世界大学野球選手権日本代表へ選出。代表チームの3位入賞に貢献した。在学中には、関西学生野球のリーグ戦で、外野手としてベストナインに4回選出。通算85試合の出場で、本塁打は1本もなかったものの打率.318（289打数92安打）、24打点という成績を残した。
一方で、大学生時代には大学の先輩の毎日放送アナウンサーから誘われて、毎日放送のアナウンサー試験を受験している。スポーツアナウンサーとしての採用が検討されていたが、「卒業後も野球を続けたい」との思いが募ったあげく、選考を途中で辞退した（本人曰く「軽い気持ち」で臨み、面接でも試験官から、受かったらどうするかの問いに「プロ野球選手になりたいです」と答え、それを受けてプロ野球選手になれなかったらどうするかの問いには「社会人野球からプロ野球目指そうと思ってます」と答えたという）。実際には、卒業後にトヨタ自動車へ入社。硬式野球部に2年間在籍すると、「1番・中堅手」として第74回都市対抗野球大会や社会人野球日本選手権大会に出場したほか、第22回ハーレムベースボールウィーク日本代表に選ばれた。
2004年のNPBドラフト会議では、東北楽天ゴールデンイーグルスから7巡目指名を受け、契約金4000万円、年俸1000万円（金額は推定）という条件で入団した。背番号は33。NPBへ新たに参入したばかりの楽天球団に、初めて新人選手として入団した選手の1人となった。

### プロ入り後

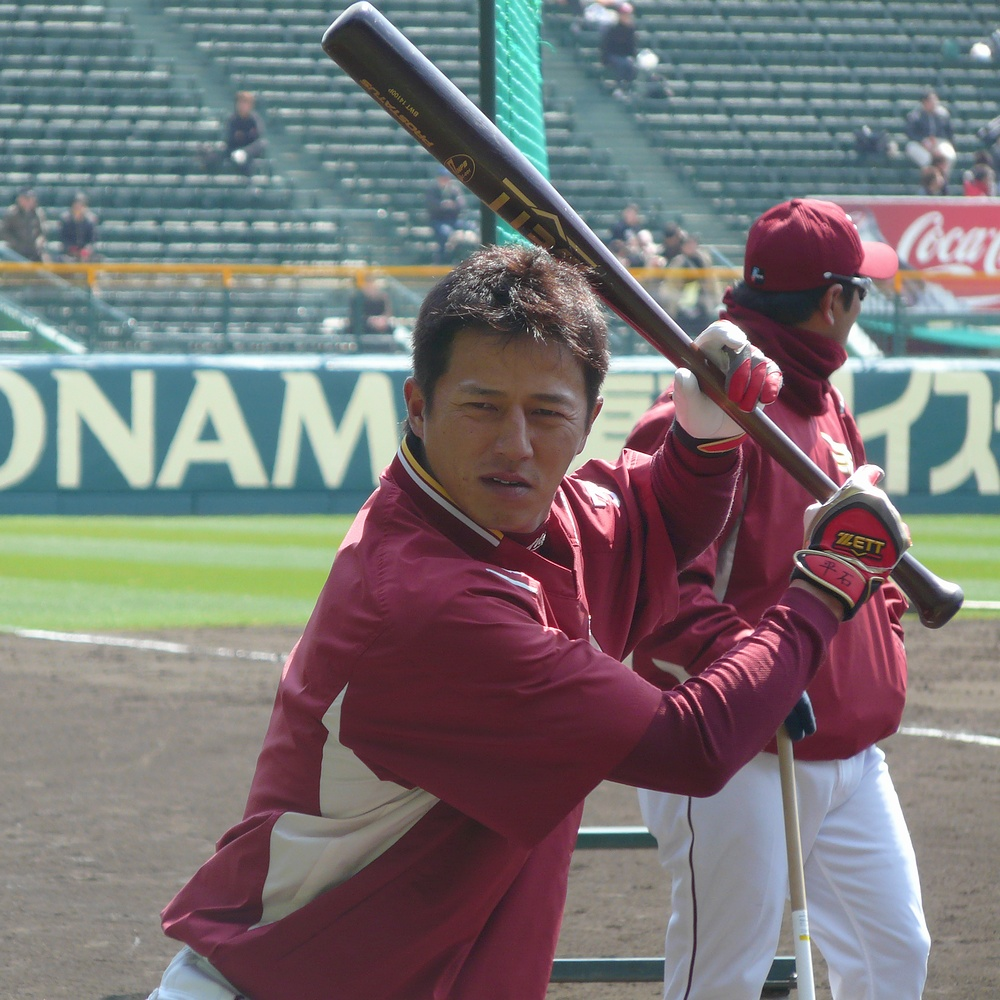
選手時代（2011年）

2005年は新人唯一開幕一軍入りし千葉マリンスタジアムでの千葉ロッテマリーンズとの開幕第2戦では「9番・中堅手」で初先発しフルイニング出場し3打数無安打。3月30日対ホークス戦（ヤフードーム）でプロ初安打、4月1日の埼玉西武ライオンズ戦（宮城）でプロ初打点。5月までに25試合に出場し、打率は.178だった。その後は二軍落ちしたものの、フレッシュオールスターゲームに選抜され、「6番・指名打者」で先発出場した。
2006年はイースタン・リーグで69試合に出場し、出塁率.429で最高出塁打者賞を受賞、打率.328も同リーグ2位の成績で一軍出場は2試合。
2007年は一軍出場はなく、イースタン・リーグでは67試合に出場した。
2008年はシーズン終盤に2年ぶりに一軍出場し、3年ぶりの打点とプロ初盗塁を記録、6試合に出場した。
2009年はイースタン・リーグで打率3割を超え、6月11日に昇格、同日の中日ドラゴンズ戦で一軍では初めて一塁手で起用される。6月27日のオリックス・バファローズ戦（大阪ドーム）ではプロ初本塁打を打つ。7月に降格し、球団史上初のポストシーズンのCSで出場はなかった。
2010年は一軍で28試合に出場。
2011年は開幕一軍入りし、主に一塁の守備要員として自己最多となる35試合に出場したが、11月14日に戦力外通告を受け、現役を引退した。

### 現役引退後
2012年、東北楽天ゴールデンイーグルスの育成コーチ（野手担当）に就任した。平石は楽天球団初の生え抜き選手のコーチとなった。2月13日、二軍外野守備走塁コーチに配置転換。
2013年、一軍打撃コーチ補佐に配置転換。
2014年、一軍打撃コーチに配置転換。6月14日、走塁コーチを兼任し、礒部公一二軍外野守備走塁コーチが一軍昇格するまでの間は一塁ベースコーチを担当する。
2016年、二軍監督に就任。球団生え抜きの選手が二軍監督に就任するのは平石が初となった。また当時35歳であり、各チームで進められていた指導者の若返りの中でも際立って年少での抜擢である。
2018年、一軍ヘッド兼打撃コーチに配置転換。しかし、6月16日に梨田昌孝監督が辞任したため、6月17日、監督代行に就任。
10月5日に石井一久GMからの要請を受諾したことが発表され、2019年シーズンより楽天生え抜きとして初の監督に就任することとなった。松坂世代および1980年代生まれの人物として初の監督就任で、プロ通算37安打は2リーグ制以降の野手出身監督経験者では、上田利治の56安打を下回り歴代最少実績である。
シーズン序盤は首位にいたが、10連敗を喫し、徐々に優勝争いから脱落した。しかし、最終的には3位でシーズンを終えた。クライマックスシリーズファーストステージでは2位のソフトバンクと対し、1勝2敗で敗退。クライマックスシリーズ終了後の10月10日に監督契約満了に伴い監督を退任。前年度最下位から3位に躍進したにも関わらず退任となった理由として、石井GMは「バントやスクイズなどの精度、サインミスの多さや走塁を含めた意識改革が改善しきれなかった。長くある課題だと認識している」と話しており、実際に盗塁数はリーグ最少タイの48盗塁で、盗塁死も38個あった。球団側は来期から新設される「二軍統括」のポストを提示したが打診を受けず、10月15日に球団から正式に退団が発表された。平石が就任しなかった二軍統括となるファームディレクターには、大村三郎が就任した。
2019年11月9日、2020年より福岡ソフトバンクホークスの一軍打撃兼野手総合コーチを務めることが発表された。背番号は78。翌2021年は一軍打撃コーチに専念。同年をもって一軍監督の工藤公康が退任し、二軍監督だった藤本博史が翌年の一軍監督に昇格することに伴い球団は新体制づくりを進め、三軍監督に異動することを球団から打診された。しかし、平石は2年間指導してきた一軍の打撃部門の指導を継続することを望んでいたため、球団からの申し出を辞退。ソフトバンクに非常に強い愛着を持っていたと言われたが、退団に至った。
その後11月3日、2022年より埼玉西武ライオンズの一軍打撃コーチを務めることが発表された。背番号は83。2023年は、前年までヘッドコーチを務めた松井稼頭央が一軍監督に就任したことで、ヘッドコーチへ配置転換された。2024年はヘッド兼打撃戦略コーチに役職が変更となった。350得点は12球団最下位だった。10月10日にコーチ契約が終了すると発表された。後に、現場を離れる決断をする際、西武からコーチの契約延長を打診されていたこと、他球団からも誘いがあったことを明らかにしている。
2025年からは東北放送・J SPORTS・フジテレビ・テレビ朝日など（いずれも本数契約）の野球解説者、日刊スポーツの野球評論家として活動する。

## 選手としての特徴・人物
現役時代は俊足・好守の外野手であった。
小・中・高・大学のすべてで主将を務めるなど人望が厚く、強い責任感とキャプテンシーに溢れる。また、先輩や監督など目上の人物にも物怖じせず、発言できる人物である。
PL学園高校時代は選手間で主将を決める際、自身は左肩の故障でキャッチボールも出来ない状態であったが、満場一致で主将に選ばれている。チームメイトであった大西宏明は「（平石は）選手としても人間としても素晴らしい男で、自分の良い面も悪い面もチーム全員に隠さなかった。だからこそ、主将・平石洋介をみんなで手助けして、強いPLを作っていこうという空気があった」と語っている。
2011年から2014年まで楽天の監督を務めた星野仙一は平石を可愛がり、頻繁に食事に誘っていた。また、直々に「お前は将来監督になれ」と声をかけるなど指導者として非常に期待しており、星野は監督を退任後、同球団副会長に就任すると平石を二軍監督に抜擢している。星野は2018年に亡くなったが、その翌年の2019年、平石は実際に一軍監督に就任した。

## 指導者として
選手と積極的にコミュニケーションを図ることを重視しており、そのスタンスは監督に就任後も変わっていない。平石は「もちろん、コーチを信頼してないわけではないし、報告も受けている。でも、選手のいろんな姿を見ていたいし、本音で話せる仲でありたい。普段から何も言わない、見ていない、声も掛けてないのに、いきなり厳しくしたら、反感を買うだろう」と語っている。2021年時点で41歳と指導者としては比較的若く、選手と年齢が近いことから特に若手に寄り添った指導で知られる。
コーチ就任直後は、自身が現役時代プロで活躍できなかったことを気にしており、必死に知識の引き出しを増やしたという。打撃コーチとしては、相手投手の映像を何度も見てクセや投球の特徴などを分析。また、打者の好不調時のフォームをノートに書きとめ、常にその選手にとって何がベストなのかを考えている。さらに、現役時代のポジションゆえに、レギュラーだけでなく控えの心情を理解したコミュニケーションを行う。
現役時代、ある試合で打席に向かう際、当時のコーチから「初球から打て」と進言され、打席でその通りに従うと凡退に。ベンチに戻った平石は監督から叱責され、そのコーチはベンチ内から立ち去ったという。現役引退後、コーチに就任した平石は「そのような嫌な思いをした選手は他にもいると思う。だから、しっかりと言葉の責任も持つ指導者になろうと思った」と語っている。
ソフトバンクコーチ時代は自身がひと目で「モノが違う」と唸った捕手の栗原陵矢を、外野手で経験を積ませることを監督の工藤公康に提案し、練習を可能な限り付き添った。また、脚力を生かすために逆方向へ転がす打撃に注力していた周東佑京には、「最初から当てにいかず、しっかりスイングしよう」と伝えるなど、彼らの飛躍のきっかけを作った。

## 詳細情報

### 年度別打撃成績
| 年 度     | 球 団     | 試 合 | 打 席 | 打 数 | 得 点 | 安 打 | 二 塁 打 | 三 塁 打 | 本 塁 打 | 塁 打 | 打 点 | 盗 塁 | 盗 塁 死 | 犠 打 | 犠 飛 | 四 球 | 敬 遠 | 死 球 | 三 振 | 併 殺 打 | 打 率 | 出 塁 率 | 長 打 率 | O P S |
| --------- | --------- | ----- | ----- | ----- | ----- | ----- | -------- | -------- | -------- | ----- | ----- | ----- | -------- | ----- | ----- | ----- | ----- | ----- | ----- | -------- | ----- | -------- | -------- | ----- |
| 2005      | 楽天      | 25    | 53    | 45    | 1     | 8     | 0        | 0        | 0        | 8     | 1     | 0     | 0        | 1     | 0     | 5     | 0     | 2     | 12    | 3        | .178  | .288     | .178     | .466  |
| 2006      | 楽天      | 2     | 7     | 7     | 0     | 1     | 0        | 0        | 0        | 1     | 0     | 0     | 1        | 0     | 0     | 0     | 0     | 0     | 3     | 0        | .143  | .143     | .143     | .286  |
| 2008      | 楽天      | 6     | 15    | 13    | 2     | 3     | 1        | 0        | 0        | 4     | 1     | 2     | 1        | 0     | 0     | 1     | 0     | 1     | 1     | 0        | .231  | .333     | .308     | .641  |
| 2009      | 楽天      | 26    | 64    | 59    | 6     | 15    | 4        | 2        | 1        | 26    | 8     | 1     | 3        | 1     | 1     | 3     | 0     | 0     | 13    | 0        | .254  | .286     | .441     | .726  |
| 2010      | 楽天      | 28    | 38    | 33    | 4     | 8     | 3        | 0        | 0        | 11    | 0     | 0     | 0        | 0     | 0     | 4     | 1     | 1     | 5     | 0        | .242  | .342     | .333     | .675  |
| 2011      | 楽天      | 35    | 16    | 15    | 3     | 2     | 0        | 0        | 0        | 2     | 0     | 1     | 0        | 0     | 0     | 1     | 0     | 0     | 6     | 0        | .133  | .188     | .133     | .321  |
| 通算：6年 | 通算：6年 | 122   | 193   | 172   | 16    | 37    | 8        | 2        | 1        | 52    | 10    | 4     | 5        | 2     | 1     | 14    | 1     | 4     | 40    | 3        | .215  | .288     | .302     | .592  |

### 年度別守備成績
| 年 度 | 球 団 | 外野  | 外野  | 外野  | 外野  | 外野  | 外野     | 一塁  | 一塁  | 一塁  | 一塁  | 一塁  | 一塁     |
| 年 度 | 球 団 | 試 合 | 刺 殺 | 補 殺 | 失 策 | 併 殺 | 守 備 率 | 試 合 | 刺 殺 | 補 殺 | 失 策 | 併 殺 | 守 備 率 |
| ----- | ----- | ----- | ----- | ----- | ----- | ----- | -------- | ----- | ----- | ----- | ----- | ----- | -------- |
| 2005  | 楽天  | 20    | 20    | 0     | 3     | 0     | .870     | -     | -     | -     | -     | -     | -        |
| 2006  | 楽天  | 2     | 2     | 0     | 1     | 0     | .667     | -     | -     | -     | -     | -     | -        |
| 2008  | 楽天  | 6     | 4     | 0     | 0     | 0     | 1.000    | -     | -     | -     | -     | -     | -        |
| 2009  | 楽天  | 16    | 25    | 0     | 2     | 0     | .926     | 9     | 21    | 1     | 0     | 2     | 1.000    |
| 2010  | 楽天  | 18    | 8     | 0     | 0     | 0     | 1.000    | 5     | 8     | 0     | 0     | 0     | 1.000    |
| 2011  | 楽天  | 7     | 2     | 0     | 0     | 0     | 1.000    | 26    | 52    | 4     | 0     | 4     | 1.000    |
| 通算  | 通算  | 69    | 61    | 0     | 6     | 0     | .910     | 40    | 81    | 5     | 0     | 6     | 1.000    |

### タイトル
- イースタン・リーグ最高出塁率（2006年）

### 記録
初記録
- 初出場・初先発出場：2005年3月27日、千葉ロッテマリーンズ2回戦（千葉マリンスタジアム）、9番・中堅手で先発出場
- 初打席：同上、3回裏に渡辺俊介から右飛
- 初安打：2005年3月30日、福岡ソフトバンクホークス3回戦（福岡Yahoo! JAPANドーム）、8回表に吉武真太郎から中前安打
- 初打点：2005年4月1日、西武ライオンズ1回戦（フルキャストスタジアム宮城）、6回裏に正津英志から右前適時打
- 初盗塁：2008年10月4日、埼玉西武ライオンズ24回戦（クリネックススタジアム宮城）、6回裏に二盗（投手：西口文也、捕手：銀仁朗）
- 初本塁打：2009年6月27日、オリックス・バファローズ7回戦（京セラドーム大阪）、8回表に鴨志田貴司から右越2ラン

### 背番号
- 33（2005年 - 2011年）
- 89（2012年 - 2019年）
- 78（2020年 - 2021年）
- 83（2022年 - 2024年）

### 登場曲
- 「夢に明日に、未来へ」中川あつお（2009年）
- 「笑進笑明」中川あつお（2010年 - 2011年）

### 年度別監督成績
| 年 度     | 球 団     | 順 位     | 試 合 | 勝 利 | 敗 戦 | 引 分 | 勝 率 | ゲ ｜ ム 差            | 打 率                  | 本 塁 打               | 防 御 率               | 年 齡                  |
| --------- | --------- | --------- | ----- | ----- | ----- | ----- | ----- | ---------------------- | ---------------------- | ---------------------- | ---------------------- | ---------------------- |
| 2018年    | 楽天      | 6位       | 80    | 37    | 41    | 2     | .474  | 29.5                   | .241                   | 69                     | 3.78                   | 38歳                   |
| 2019年    | 楽天      | 3位       | 143   | 71    | 68    | 4     | .511  | 7.5                    | .251                   | 141                    | 3.74                   | 39歳                   |
| 通算：2年 | 通算：2年 | 通算：2年 | 223   | 108   | 109   | 6     | .498  | Aクラス1回、Bクラス1回 | Aクラス1回、Bクラス1回 | Aクラス1回、Bクラス1回 | Aクラス1回、Bクラス1回 | Aクラス1回、Bクラス1回 |

- 2018年は、梨田昌孝監督が辞任した後、6月17日よりシーズン終了まで監督代行。

#### ポストシーズン
| 年度   | チーム | 大会名                                        | 対戦相手                                   | 勝敗           |
| ------ | ------ | --------------------------------------------- | ------------------------------------------ | -------------- |
| 2019年 | 楽天   | パ・リーグ クライマックスシリーズ 第1ステージ | 福岡ソフトバンクホークス （パ・リーグ2位） | 1勝2敗（敗退） |

- 勝敗の太字は勝利。
- クライマックスシリーズ第1ステージは3試合制であり、先に2勝したチームが第2ステージ進出。リーグ2位チームにはアドバンテージ無し。
- クライマックスシリーズ第2ステージは6試合制であり、先に4勝したチームが日本シリーズ進出。リーグ優勝チームには予め1勝分のアドバンテージが与えられている。
- (※1) リーグ優勝チームの西武に与えられた1勝分のアドバンテージによる1敗を含む
- (※2) 1勝分のアドバンテージを含む